# راوادینووو
راوادینووو (به بلغاری: Ravadinovo) یک منطقهٔ مسکونی در بلغارستان است که در سوزوپول واقع شده‌است.
 راوادینووو ۲۷٫۲۵ کیلومتر مربع مساحت و ۶۹۱ نفر جمعیت دارد و ۸۷ متر بالاتر از سطح دریا واقع شده‌است.